# Tricia Byrnes
Patricia „Tricia” Byrnes (ur. 18 listopada 1974 w Greenwich w stanie Connecticut) – amerykańska snowboardzistka. Jej najlepszym wynikiem na mistrzostwach świata jest 4. miejsce w halfpipe’ie na mistrzostwach w Whistler. Jej najlepszym wynikiem olimpijskim jest 6. lokata w halfpipe’ie na igrzyskach w Salt Lake City. Najlepsze wyniki w Pucharze Świata osiągnęła w sezonie 1998/1999, kiedy to zajęła 7. miejsce w klasyfikacji generalnej oraz zdobyła małą kryształową kulę w klasyfikacji halfpipe’a.
W 2008 r. zakończyła karierę.

## Sukcesy

### Igrzyska olimpijskie
| Miejsce | Dzień     | Rok  | Miejscowość    | Konkurencja | Zwycięzca   |
| ------- | --------- | ---- | -------------- | ----------- | ----------- |
| 6.      | 10 lutego | 2002 | Salt Lake City | Halfpipe    | Kelly Clark |

### Mistrzostwa Świata
| Miejsce | Dzień       | Rok  | Miejscowość          | Konkurencja | Zwycięzca     |
| ------- | ----------- | ---- | -------------------- | ----------- | ------------- |
| 13.     | 27 stycznia | 2001 | Madonna di Campiglio | Halfpipe    | Doriane Vidal |
| 4.      | 22 stycznia | 2005 | Whistler             | Halfpipe    | Doriane Vidal |
| 13.     | 20 stycznia | 2007 | Arosa                | Halfpipe    | Manuela Pesko |

### Puchar Świata

#### Miejsca w klasyfikacji generalnej
- 1996/1997 - 29.
- 1997/1998 - 105.
- 1998/1999 - 7.
- 1999/2000 - 17.
- 2000/2001 - 59.
- 2001/2002 - -
- 2002/2003 - -
- 2003/2004 - -
- 2004/2005 - -
- 2005/2006 - 78.
- 2006/2007 - 95.
- 2007/2008 - 124.

#### Miejsca na podium
1. Mount Bachelor – 8 lutego 1997 (halfpipe) - 1. miejsce
2. Kanbayashi – 16 lutego 1997 (halfpipe) - 3. miejsce
3. Tandådalen – 23 listopada 1998 (halfpipe) - 3. miejsce
4. Whistler – 11 grudnia 1998 (halfpipe) - 1. miejsce
5. Mount Bachelor – 16 grudnia 1998 (halfpipe) - 1. miejsce
6. Mont-Sainte-Anne – 31 stycznia 1999 (halfpipe) - 2. miejsce
7. Park City – 6 lutego 1999 (halfpipe) - 1. miejsce
8. Asahikawa – 14 lutego 1999 (halfpipe) - 1. miejsce
9. Naeba – 20 lutego 1999 (halfpipe) - 1. miejsce
10. Olang – 13 marca 1999 (halfpipe) - 1. miejsce
11. Tignes – 28 listopada 1999 (halfpipe) - 1. miejsce
12. Tandådalen – 28 stycznia 2000 (halfpipe) - 1. miejsce
13. Tandådalen – 29 stycznia 2000 (halfpipe) - 1. miejsce
14. Shiga Kōgen – 27 lutego 2000 (halfpipe) - 1. miejsce
15. Park City – 4 marca 2000 (halfpipe) - 1. miejsce
16. San Candido – 11 marca 2000 (halfpipe) - 2. miejsce
17. Kronplatz – 18 stycznia 2001 (halfpipe) - 1. miejsce
18. Sapporo – 3 marca 2002 (halfpipe) - 1. miejsce
19. Tandådalen – 22 marca 2002 (halfpipe) - 1. miejsce
20. Sapporo – 2 marca 2003 (halfpipe) - 3. miejsce

- W sumie 15 zwycięstw, 2 drugie i 3 trzecie miejsca.